# Kronen Zeitung
Kronen Zeitung – austriacka gazeta codzienna z siedzibą w Wiedniu. Została założona w 1900 roku.
Kronen Zeitung (w skrócie „Krone”) to największy i najbardziej wpływowy tabloid w Austrii. Założony został w 1900 r. przez Gustava Davisa – jego oryginalna nazwa nawiązywała do ceny miesięcznego prenumeraty (jedna korona). Po okresie zawieszenia działalności podczas II wojny światowej, wydanie wznowiono w 1959 r., dzięki Hansowi Dichandowi, który przekształcił je w „Neue Kronen Zeitung” – formę, która zdominowała rynek dzienników w Austrii. Obecnie „Krone” sprzedaje codziennie ponad pół miliona egzemplarzy i dociera do prawie trzech milionów czytelników, co stanowi około 40 % czytelnictwa krajowego.
Gazeta wyróżnia się prostym językiem, krótkimi artykułami i silną obecnością komentarzy politycznych oraz rubryk opinii. Dzięki olbrzymiemu zasięgowi ma istotny wpływ na opinię publiczną i potrafi mobilizować czytelników wokół referendów czy akcji społecznych.
"Krone" w 100% należy do rodziny Dichand.